# Tociljevac
Tociljevac – wieś w Chorwacji, w żupanii bielowarsko-bilogorskiej, w gminie Nova Rača. W 2011 roku liczyła 94 mieszkańców.